# N Seoul Tower
N Seoul Tower (Hangul: N서울타워), officiella namnet YTN Seoul Tower och mer allmänt känd som Namsan Tower eller Seoul Tower, är ett radio- och TV-torn med utsiktsplats som ligger på Namsan berget i centrala Seoul, Sydkorea. Med en höjd på 236 m är det den högsta punkten i Seoul.
Byggd 1971, är N Seoul Tower Koreas första radiotorn, som ger TV och radio i Seoul. För närvarande sänder tornet signaler för koreanska medier, såsom KBS, MBC och SBS. Tornet designades av Jangjongryul.

## Historia
Började byggas 1969 till en kostnad av cirka 2,5 miljoner US-dollar och stod färdigt den 3 december 1971, tornet öppnades för allmänheten 1980. Men när den var färdig var den inte möblerad. Det tog fram till augusti 1975 för tredje våningen i observatoriet däck, museum, souvenirbutik att bli klar. Trots slutförandet av tornet konstruktion, var observatoriet stängt för allmänheten förrän den 15 oktober 1980. Sedan dess har tornet varit ett välkänt landmärke i Seoul. Torn höjd är 236,7 m vid basen som är 479.7 m över havet. Seoul Tower bytt namn till N Seoul Tower 2005 medan "N" står för "nya", "Namsan" och "natur". Cirka 15 miljarder won spenderades för att renovera och bygga om tornet.

## Våningar
Plaza P0 / B1 (Lobby): Inträde till Observatory, informationsdisk , Alive Museum, café, barnteater
Plaza P1 - Biljett försäljning, Food Court, ljus trädgård, gräs Terrace, souvenirbutik , Karikatyrer & foto
Plaza P2 - Restaurang, Takterrass, Cafe
Tower T1 - Korean Restaurant "Hancock"
Tower T2 - Analog Observatory, The Wishing Pond, Sky toalett, Sky kaffe, Foto Studio
Tower T3 - Digital Observatory, chockerande Edge och Digital High-drivna teleskop, Presentbutik
Tower T5 - En roterande restaurang